# Paweł Ptak
Paweł Ptak (ur. 28 stycznia 1983 w Lesznie), polski lekkoatleta - sprinter. Zawodnik klubów: Krokus Leszno i AZS-AWF Wrocław.
Srebrny medalista halowych mistrzostw świata 2006 w sztafecie 4 x 400 m (el. 3:06.10). Brązowy medalista mistrzostw Europy juniorów 2001 w sztafecie 4 x 100 m (39.96). Rekordy życiowe: 
- 100 m - 10.49 (2008)
- 200 m - 21.10 (2003)
- 300 m - 33.30 (2005)
- 400 m - 46.96 (2007)
- bieg na 60 m (hala) - 6.88 (2002)
- bieg na 400 m (hala) - 47.29 (2006)